# Arxiu eclesiàstic

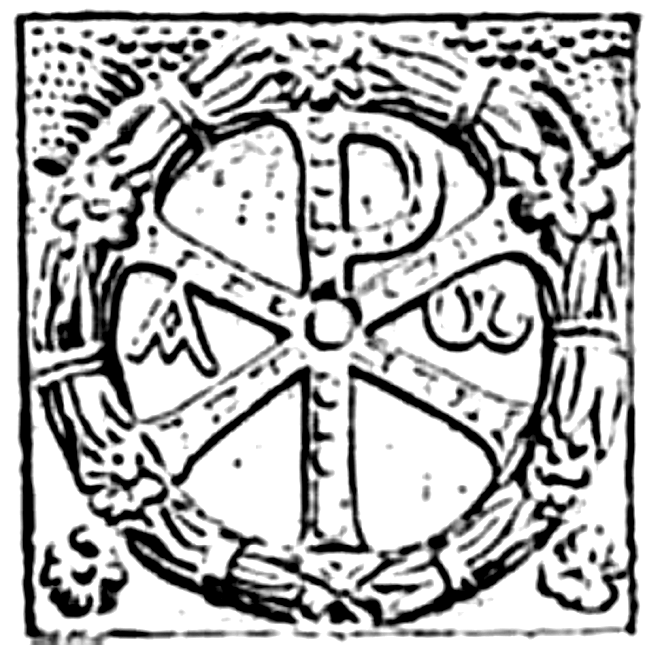
El Crismó

Els arxius eclesiàstics, també anomenats arxius de l'església, són els responsables de la custòdia, conservació i comunicació de la documentació generada per l'Església Catòlica, l'Església Protestant i altres comunitats cristianes, agrupades sota la denominació d'esglésies cristianes. Aquest terme s'aplica també al lloc de dipòsit.
Els arxius eclesiàstics tenen major homogeneïtat i continuïtat a causa de la major consistència de les institucions, la claredat dels procediments, sempre regits per normes, i l'organització cancelleresca que regula minuciosament els procediments documentals. A més a més, les cancelleries i escrivanies eclesiàstiques van ser determinants en l'evolució de les pràctiques diplomàtiques generals, esdevenint el model a seguir per les cancelleries reials i senyorials.
A molts països, els arxius eclesiàstics són els que han conservat documents més antics; molt sovint, només s'ha salvat la documentació primitiva civil que tenia relació eclesiàstica. A la Gàl·lia, hi havia arxius eclesiàstics abans del segle viii.

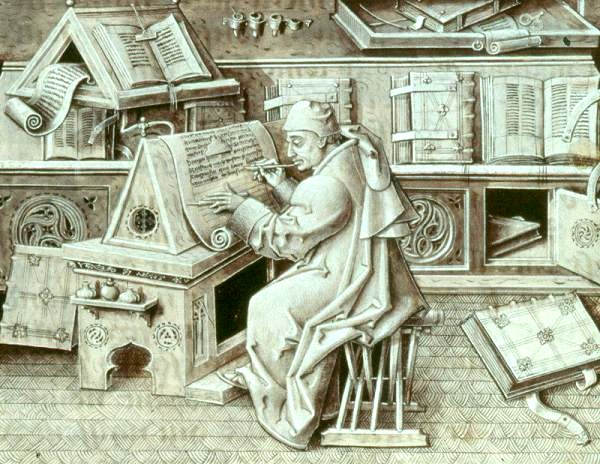
Erudit fent feina. Miniatura de Jean Méliot, Miracles de Notre-Dame (Flandes, s. XV)

## Història
Des dels primers temps de l'Església, les autoritats eclesiàstiques van mostrar especial interès i preocupació per la preservació testimonial dels esdeveniments i proeses de la comunitat de fidels. Això explica que la raó per la creació del primer arxiu eclesiàstic l'any 93 pel Papa Climent I, fos conservar el testimoni de l'heroisme i la santedat dels primers màrtirs de l'església, conscient de la difusió de la fe cristiana, mitjançant el registre documental.
Al llarg dels segles, els pontífexs s'han preocupat per aprofundir en la riquesa i el patrimoni universal continguts en els arxius de les institucions religioses. D'entre aquests destaquen Benet XIII, Lleó XIII, Pau VI i Joan Pau II.
D'ençà del segle XI i principalment al llarg dels segles XII i XIII els monjos van començar a formar els seus propis cartularis. Els benedictins consideraven el treball arxivístic part de l'activitat monàstica. A la fi del s XII, mentre el papa Innocenci III (1160-1216) feia copiar els principals documents en registres, el rei d'Anglaterra Joan I (1165-1216), més conegut pel nom de Joan Sense Terra, ho feia en forma de rotlles per a les actes de cancelleria.
Mitjançant la Constitució "Maxima Vigilantia" (14 de juliol de 1724) Benet XIII va proposar organitzar els arxius a nivell de l'Església universal considerant l'obligació de l'arxiver de redactar l'inventari i el catàleg dels documents reunits a l'arxiu, juntament amb la preocupació per normalitzar la seguretat, integritat i conservació dels documents.
Lleó XIII va promoure l'obertura de l'Arxiu Secret del Vaticà per a la investigació pública de catòlics i no-catòlics de tot el món, un fet crucial per a la història dels arxius eclesiàstics (Breu "Saepe numero considerantes", 18 d'agost de 1883). Mitjançant aquesta ordenança l'Església va fomentar l'estudi científic i el desenvolupament de la ciència i la fe de l'època. Així, l'Arxiu Secret Vaticà, el més important i simbòlic de l'Església, es va posar al servei de la investigació pública com a font primària per la reconstrucció de la història.
La promulgació l'any 1917 del Codi de Dret Canònic (CIC) va ser la primera legislació que va intentar regular canònicament les pràctiques de l'Església. El Codi de Dret Canònic de 1983, vigent avui dia, actualitza les normes generals, la funció evangelitzadora i l'activitat de l'Església. Dins la normativa referent a la Cúria Diocesana, en els cànons 482-491, es precisa la tasca del Canceller i altres notaris, així com el tema dels arxius. L'existència d'un Arxiu Històric Diocesà, com a mínim en les diòcesis grans, ve exigida pel c. 491,2: "curet (...) ut habeatur", expressió que indica obligació. El bisbe (c. 491,3) ha de reglamentar l'ús d'aquest arxiu, creant una normativa per la seva utilització tenint en compte la regulació dels cc. 486-491 del CIC.
Aquestes disposicions són el fruit de l'experiència arxivística recopilada i normativitzada per la tradició de l'Església, la qual estudia la problemàtica dels Arxius Diocesans, en el vessant de servir i facilitar la documentació a qui ho sol·liciti; com també de les condicions que ha tenir el local de l'Arxiu, com a lloc segur i apropiat, on sigui adient conservar els documents i decrets diocesans.
Dins la preocupació de l'Església universal pel seu patrimoni cultural cal destacar l'aportació de la Comissió Pontificia per als Béns Culturals de l'Església, impulsada per Joan Pau II. A aquesta entitat se li va conferir la tasca de promoure i custodiar tota acció relativa a documents històrics conservats dins les biblioteques i arxius de parròquies i diòcesis, considerant-les com a testimonis de l'activitat pastoral de l'Església.
Fruit del treball d'aquesta Comissió, el 2 de febrer de 1997, es va publicar la carta "Funció pastoral dels arxius eclesiàstics", dirigida a tots els bisbes, en la qual es recull el valor essencial dels arxius, com a "llocs de la memòria de les comunitats cristianes... la particularitat dels quals consisteix a registrar el recorregut efectuat per l'Església al llarg dels segles, en les diferents realitats que la conformen."

## Tipus
Entre els arxius eclesiàstics d'àmbit europeu hom distingeix els papals, relatius a tota l'Església Catòlica; els metropolitans; els episcopals o diocesans; els dels capítols de catedrals i col·legiates; els dels ordes religiosos i les corporacions eclesiàstiques; els parroquials; els de les confraries, ordes militars, etc.

### Arxius papals

Santa Seu: Escut

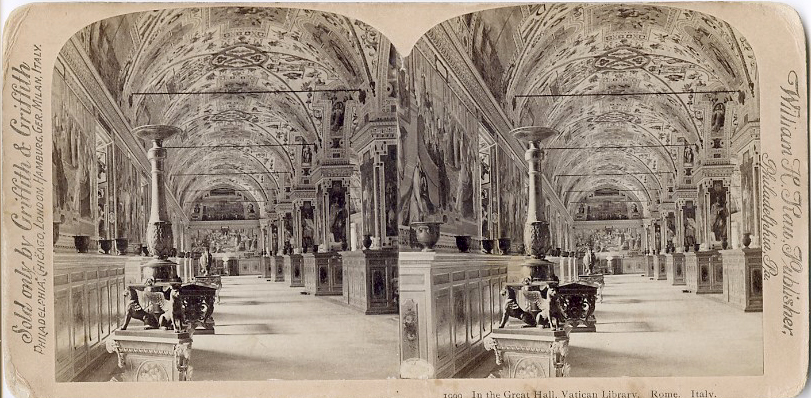
Biblioteca Vaticana: Fotografia estereoscòpica realitzada per William Herman Rau (1855-1920)

Arxius que recullen la documentació relativa a l'administració del bisbat de Roma i, conseqüentment, de l'Església Catòlica en tant que el bisbe catòlic i patriarca de Roma, el Papa, és el cap de l'Església Catòlica (que comprèn l'Església Catòlica Romana i les Esglésies Catòliques Orientals). Aquests arxius també conserven la documentació sorgida del govern de la Ciutat del Vaticà puix el Papa de Roma n'és el sobirà. Podem considerar que la cancelleria pontificia és l'única institució que conserva la tradició administrativa romana i, en conseqüència, revela uns usos arxivístics ja en desús. El procediment de classificació consisteix a agrupar, dins el registre de cada any, els documents -no tots- segons la seva naturalesa canònica: provisions de beneficis, indulgències, privilegis litúrgics,... Si bé de forma irregular, es manté el registre d'alguns documents des del segle iv.
És a partir del segle iv quan, lligat a la Biblioteca Vaticana (en llatí: Bibliotheca Apostolica Vaticana) es forma el primer arxiu a Sant Joan del Laterà, la Basílica romana seu del Papat, on malgrat alguns desplaçaments temporals, hi va romandre fins al segle xii. Durant aquesta època es crea també l'Arxiu del Castello Sant'Angelo. A l'edat mitjana, amb les lluites dels diferents imperis i entre les cases nobles per a aconseguir la influència del Papat, es perden tots els documents. D'entre el segle xii i el segle xiv cal destacar les sèries regulars dels Registres Vaticans (en llatí: Registra Vaticana), principalment cartes i butlles que comencen amb Innocenci III. Segueixen els Registres Avinyonesos (en llatí: Registra Avenionensia) amb litterae comunes i litterae secretae dels papes i antipapes) fins al 1415, i després segueixen els Registres Lateranesos. Altres de posteriors: són els Registres de les Súpliques, els fons de la Càmera Apostòlica, l'Arxiu Consistorial i els seus annexos, l'Arxiu de la Congregació dels Bisbes i Regulars, del Concili, dels Ritus, dels Sagraments, de la Sagrada Rota Romana; de la Secretaria d'Estat de les Nunciatures, Arxius de les Famílies Patrícies, etc.

#### Arxiu Secret del Vaticà

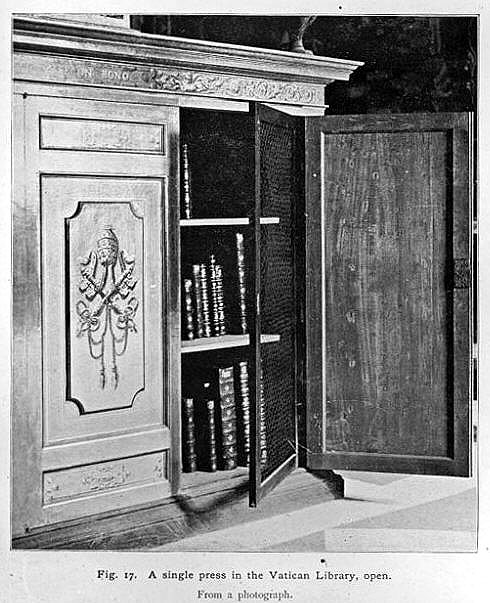
Biblioteca Vaticana: Detall

L'Arxiu Secret del Vaticà (en italià: Archivio Segreto Vaticano; en llatí: Archivum Secretum Apostolicum Vaticanum) és l'arxiu de la documentació de la Ciutat del Vaticà. En estricte rigor, és l'arxiu privat del Papa de Roma i està situat a la Ciutat del Vaticà. És un dels centres d'investigació històrica més importants del món. Dins aquest arxiu s'hi han dipositat de forma centralitzada totes les actes promulgades, documentació i correspondència diplomàtica acumulada per la Santa Seu de l'església catòlica durant segles. Conserva uns 150.000 documents en més de 630 fons d'arxius diferents que ocupen una extensió d'uns 65 km lineals de prestatgeries i que abasten uns vuit-cents anys d'història. Habitualment els documents són posats a disposició del públic després d'un període de 75 anys, puix contenen material considerat sensible. Els documents que no arriben a 75 anys es conserven separats de la resta de l'Arxiu.
Els arxius secrets es reuneixen al segle xvii, segregant-se de la Biblioteca Vaticana, per ordre del papa Pau V pels volts de l'any 1610 i són completament tancats al públic. L'any 1783, tots els documents conservats a Avinyó (els Registres Avinyonesos) es traslladen al Vaticà i l'any 1798 es fa el mateix amb els Arxius del Castello Sant'Angelo, que incloïa uns 81 lligalls, entre els quals cal destacar un de Frederic I, anomenat el Barba-roja, de l'any 1164. L'any 1810, per ordre de l'emperador Napoleó, els arxius vaticans es traslladen a París, per ser novament retornats al Vaticà entre 1815 i 1817.
És Lleó XIII qui el 10 de maig de 1884 estableix el motu proprio de l'arxiu vaticà: la seva finalitat serà, davant de tot, de suport a la gestió de govern del Papa i els seus col·laboradors. L'any 1881 aquest mateix papa comença a permetre algunes visites puntuals a no-clergues erudits, alimentant molts rumors i mites de l'autèntic contingut arxivístic i bibliogràfic. El primer historiador que farà ús dels arxius serà el catòlic alemany Ludwig von Pastor, i l'any 1922 Benet XV obrirà d'una forma més genèrica i parcialment els arxius.
El 20 de febrer de 2002, el papa Joan Pau II va decretar de forma extraordinària i a partir de 2003, la disponibilitat a investigadors de documents relacionats amb Alemanya i entre el període 1922-1939 i de la Secretaria d'Estat Vaticana per intentar contrarestar les crítiques d'algunes organitzacions respecte a la posició de l'església catòlica vers el genocidi dels nazi.

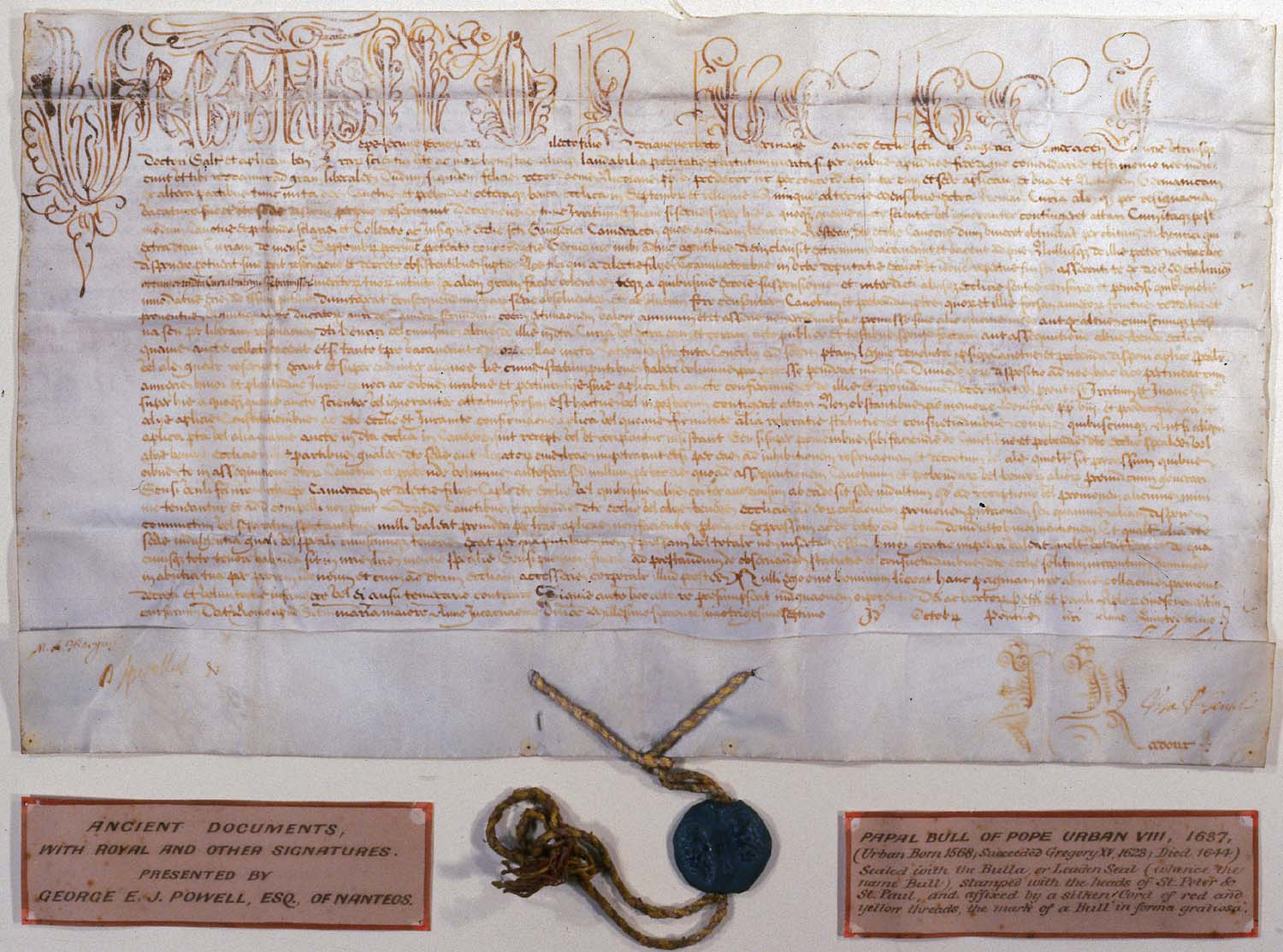
Butlla del papa Urbà VIII

El Juny de 2006 el papa Benet XVI va autoritzar l'obertura de tot l'arxiu de Ciutat del Vaticà per al pontificat de Pius XI. Tanmateix, els fitxers no són encara disponibles per a examen públic.
Entre la documentació conservada hi ha:
- El pergamí d'absolució de Climent V a l'Orde del Temple (agost de 1308)
- Una carta autògrafa de Miquel Àngel al bisbe de Cesena (gener de 1550)
- Les actes del procés contra el científic Galileo Galilei (des de 1616 fins a 1633)
- La sol·licitud de nul·litat matrimonial d'Enric VIII amb Caterina d'Aragó, que portaria com a conseqüències la separació amb l'Església de Roma i l'aparició de l'Anglicanisme.

El document més antic és del segle VIII, i es conserva documentació de forma continuada a partir de l'any 1198.
En el cas d'alguns països, els documents vaticans són els més antics, els primers, amb els que tenen lloc l'inici mateix de la seva història nacional.

### Arxiu diocesà

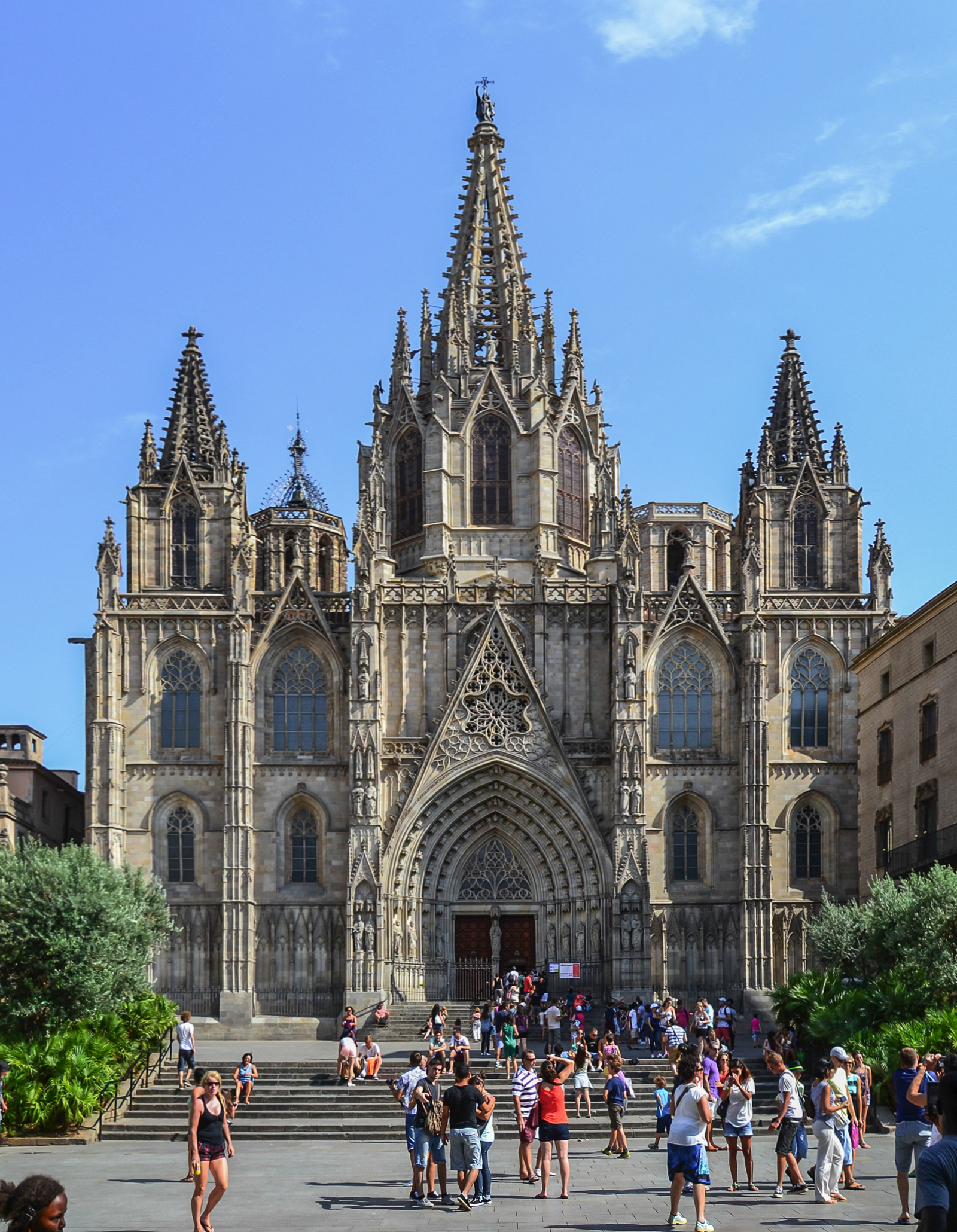
Barcelona: Façana de la catedral abans de la restauració iniciada el 2005

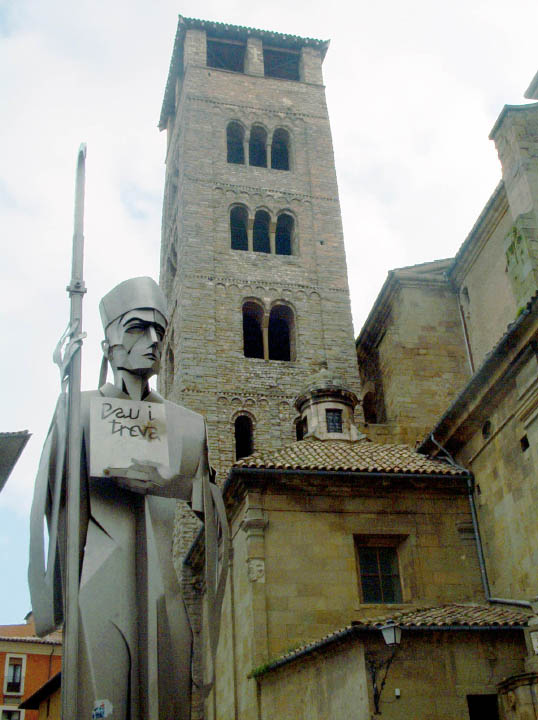
Vic: Campanar romànic de la Catedral de Vic. En primer terme, l'escultura de l'Abat Oliba

Conjunt de la documentació relativa a l'administració d'una diòcesi. Una diòcesi és el districte o territori de l'església catòlica on hi té i n'exerceix jurisdicció espiritual un prelat: arquebisbe, bisbe, etc. Les diòcesis es poden agrupar, al seu torn, en províncies eclesiàstiques, al capdavant de les quals hom hi troba una arxidiòcesi.
En aquest punt cal anomenar l'arxiu metropolità, relatiu a les arxidiòcesis o arquebisbats metropolitans, i que conserven la documentació generada per l'administració de l'arquebisbat seu de província eclesiàstica i que a més pot aglutinar la documentació dels bisbats sufraganis corresponents.
L'arxiu diocesà, també anomenat episcopal, comprèn, entre altres documents, decrets, lletres, provisions, col·lacions, processos, sentències, visites pastorals. Hom hi troba també els llibres de l'administració de sagraments i òbits (duplicats dels arxius parroquials).
També conserven la documentació pertanyent a la Cúria Diocesana, òrgan de govern de la diòcesi amb escribania i notaria pròpies, al tribunal de justícia i al provisorat, corresponent a cartes intitulatives de diversa solemnitat: privilegis reials, cartes segellades, decrets i sentències.
En els temps moderns els prelats realitzen dos tipus de documents de gran importància: les visites pastorals i les visites ad limina, que tenen forma d'acta i de memorial respectivament.
Catalunya compta amb l'Arxiu Diocesà de Barcelona, l'Arxiu Diocesà de Girona, l'Arxiu Diocesà de Lleida, l'Arxiu Diocesà d'Urgell, l'Arxiu Diocesà de Solsona, l'Arxiu Històric Arxidiocesà de Tarragona, l'Arxiu Diocesà de Tortosa i l'Arxiu Episcopal de Vic.
Joan Pau II va decretar mitjançant una butlla de 15 de juny de 2004 la creació del Bisbat de Terrassa i del Bisbat de Sant Feliu de Llobregat, dues noves diòcesis catalanes a partir de la seva segregació de l'arquebisbat de Barcelona. Aquest fet ha comportat endegar de bell nou el bastiment dels respectius arxius diocesans.

### Arxiu capitular
Conjunt de la documentació relativa a l'administració d'una catedral i les institucions que se'n deriven. Dins d'una catedral el capítol és la corporació formada per canonges com a consell del bisbe. Té al seu càrrec, amb l'auxili dels beneficiats, la celebració solemne de l'ofici. El capítol es reuneix a l'aula capitular o sala capitular.
L'arxiu comprèn fonamentalment les resolucions del capítol catedralici (actes capitulars i notarials), l'adquisició i l'administració de béns (obra, culte, almoines, etc.), els llibres cerimonials (consulta), i l'administració de sagraments. El Capítol elabora diferents tipologies documentals: les actes, que són registrades en el Llibre Capitular, i les cartes.
Catalunya compta amb l'Arxiu Capitular de la Santa Església Catedral Basílica de Barcelona, l'Arxiu Capitular de Girona, l'Arxiu Capitular de la Catedral de Lleida, l'Arxiu Capitular d'Urgell, l'Arxiu Capitular de la Catedral de Tarragona i l'Arxiu Capitular de la Catedral de Tortosa. A més existeix el fons capitular de l'Arxiu Episcopal de Vic i el fons capitular de l'Arxiu de la Seu de Manresa. Mallorca té, per la seva banda, l'Arxiu Capitular de Mallorca.

### Arxius monacals i conventuals

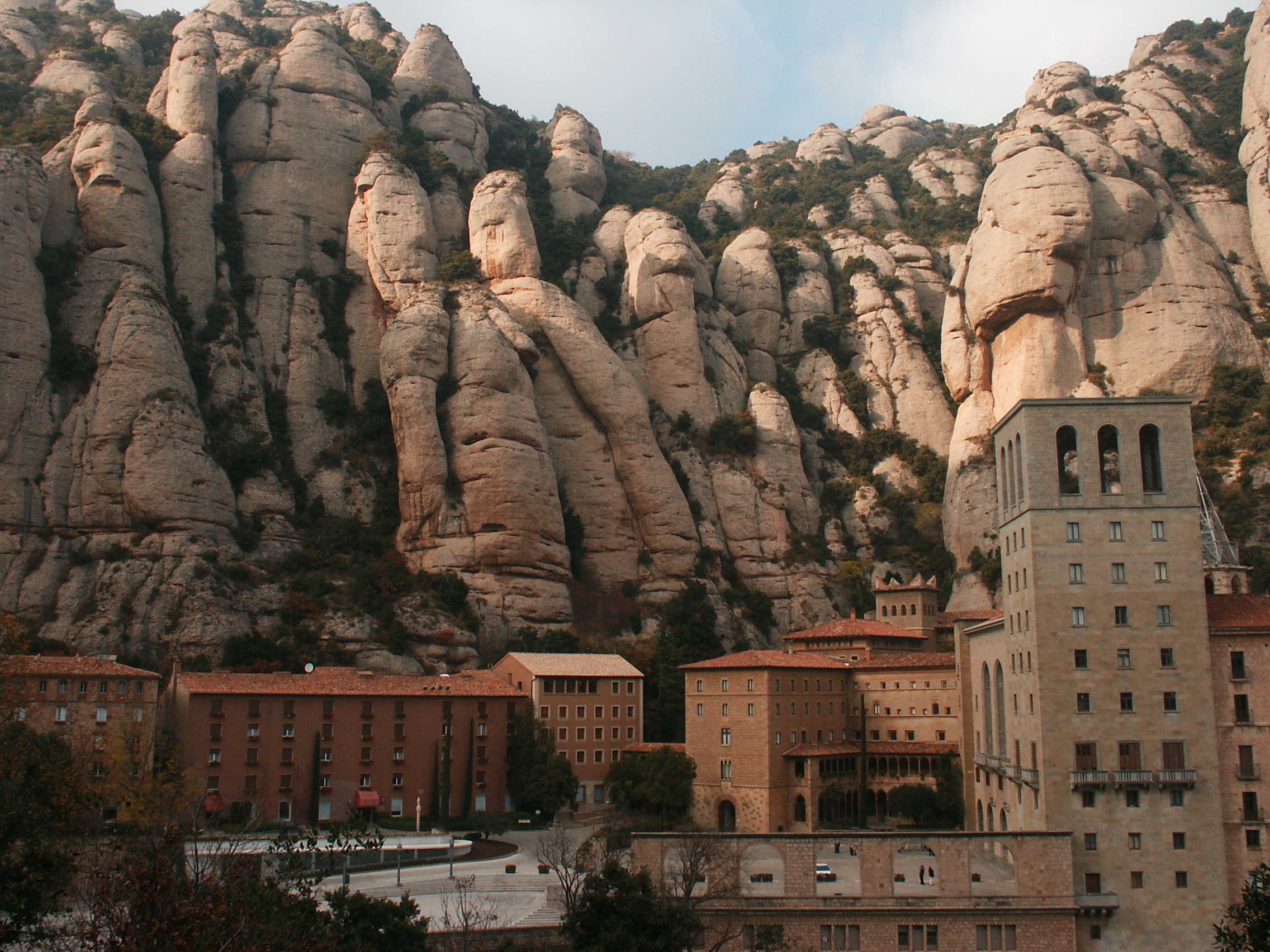
Monestir de Montserrat: Vista general

Conjunt de la documentació relativa a l'administració d'un monestir o un convent. Com a institucions senyorials, els monestirs participen en la documentació jurisdiccional que es realitza mitjançant el notariat. Aquests arxius contenen la documentació generada per l'exercici de govern dels abats i/o abadesses i pel Capítol, titulars ambdós de la documentació generada.
És dins els monestirs consagrats a la regla benedictina on ja a començaments del segle vi s'incloïa els treballs bibliotecaris i arxivístics entre les activitats pròpies del monacat. En aquest període les similituds tècniques de treball d'ambdues disciplina seran tan grans que la documentació d'arxiu adoptarà, també per criteris d'utilitat i conservació, el format de còdex, obsessivament mantingut durant segles.
A Catalunya són de mencionar els arxius dels monestirs de Pedralbes, Sant Joan de les Abadesses, Santa Maria de Vallbona de les Monges i Sant Pere de les Puel·les. D'entre els arxius eclesiàstics més importants dels Països Catalans trobem els arxius del monestir de Montserrat i l'Arxiu i Biblioteca de Poblet situat al Reial Monestir de Santa Maria de Poblet .

#### Arxiu de Montserrat

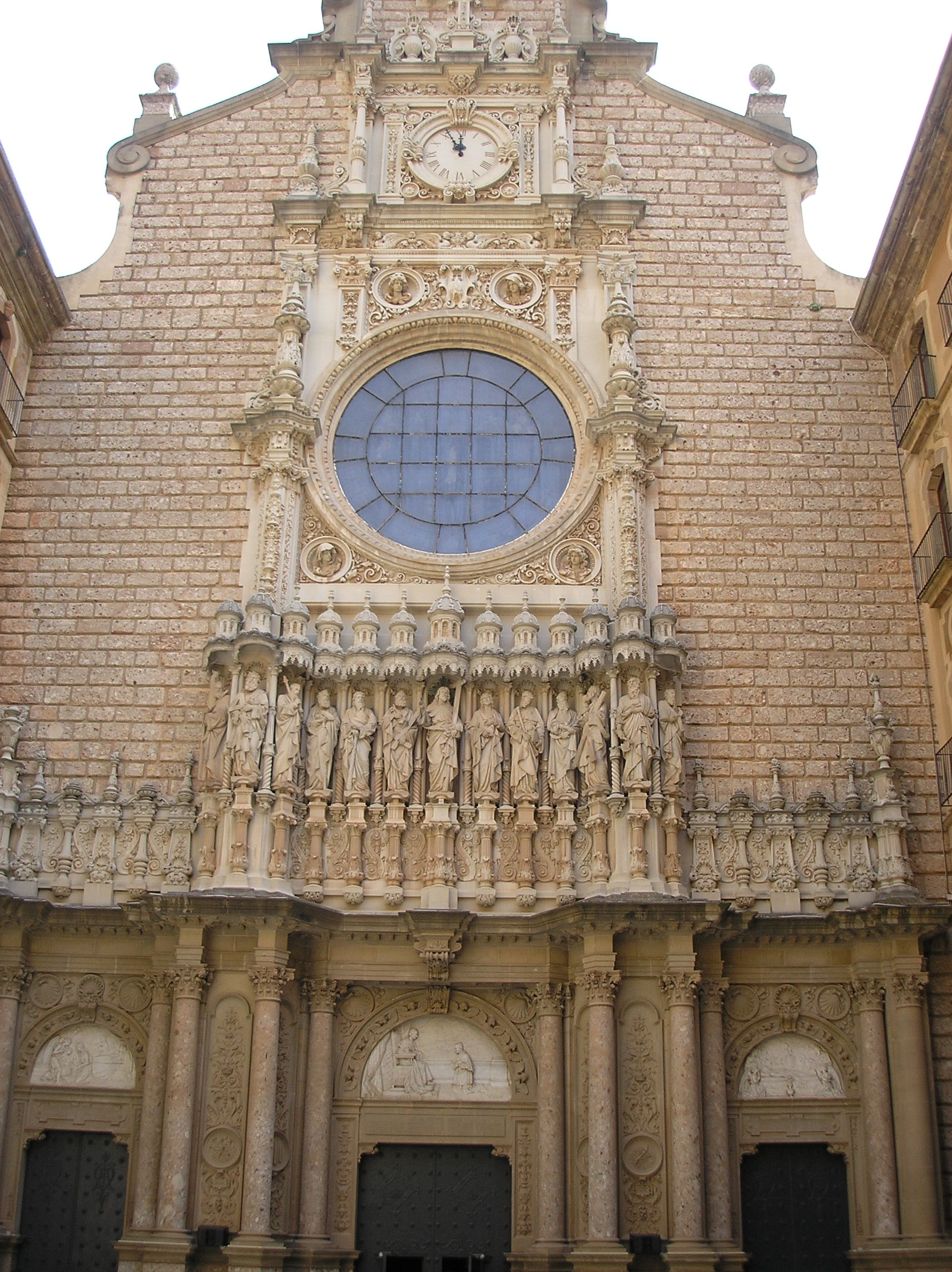
Monestir de Montserrat: Façana de la basílica

Sabem, per les referències que en dona l'arxiver Benet Ribas i Calaf així com d'altres investigadors que el van arribar a consultar a inicis del segle xix, que l'Arxiu de Montserrat es trobava conservat en gran ordre i cura. L'any 1811, en el transcurs de la Guerra del Francès, l'exèrcit napoleònic, sota les ordres del Mariscal Suchet, va destruir completament el monestir de Montserrat, incloent-hi la biblioteca i l'arxiu. Sense esperar la fi de la guerra els monjos van iniciar la reconstrucció de l'arxiu. Aquesta tasca va ser aturada per la revolució de 1820 i la posterior exclaustració de 1835.
És l'any 1844 quan, malgrat les precàries condicions jurídiques i materials, Montserrat va veure reprendre la vida monàstica i des d'aquell moment també la reconstrucció de l'Arxiu. Amb això es va poder recuperar la documentació en servei de la sagristia, que s'havia salvat, i la que es va poder aglutinar de les diferents dependències, finques i procuradories. A partir d'aquest moment, i amb excepció de part de la documentació l'abadiat del Pare Antoni Maria Marcet destruïda durant la Guerra Civil Espanyola, s'ha anat conservant la documentació que el monestir ha produït en la seva activitat normal.
Simultàniament també es va recuperar pel fons de l'Arxiu de Montserrat una gran part de l'arxiu del monestir de Sant Benet de Bages, abadia depenent de Montserrat des del segle xvi, així com part de l'arxiu de la Congregació Benedictina Claustral Tarraconsense i Cesaraugustana. L'Arxiu de Montserrat ha rebut, a més a més, la donació d'alguns fons particulars no monàstics.

#### Arxius de Poblet

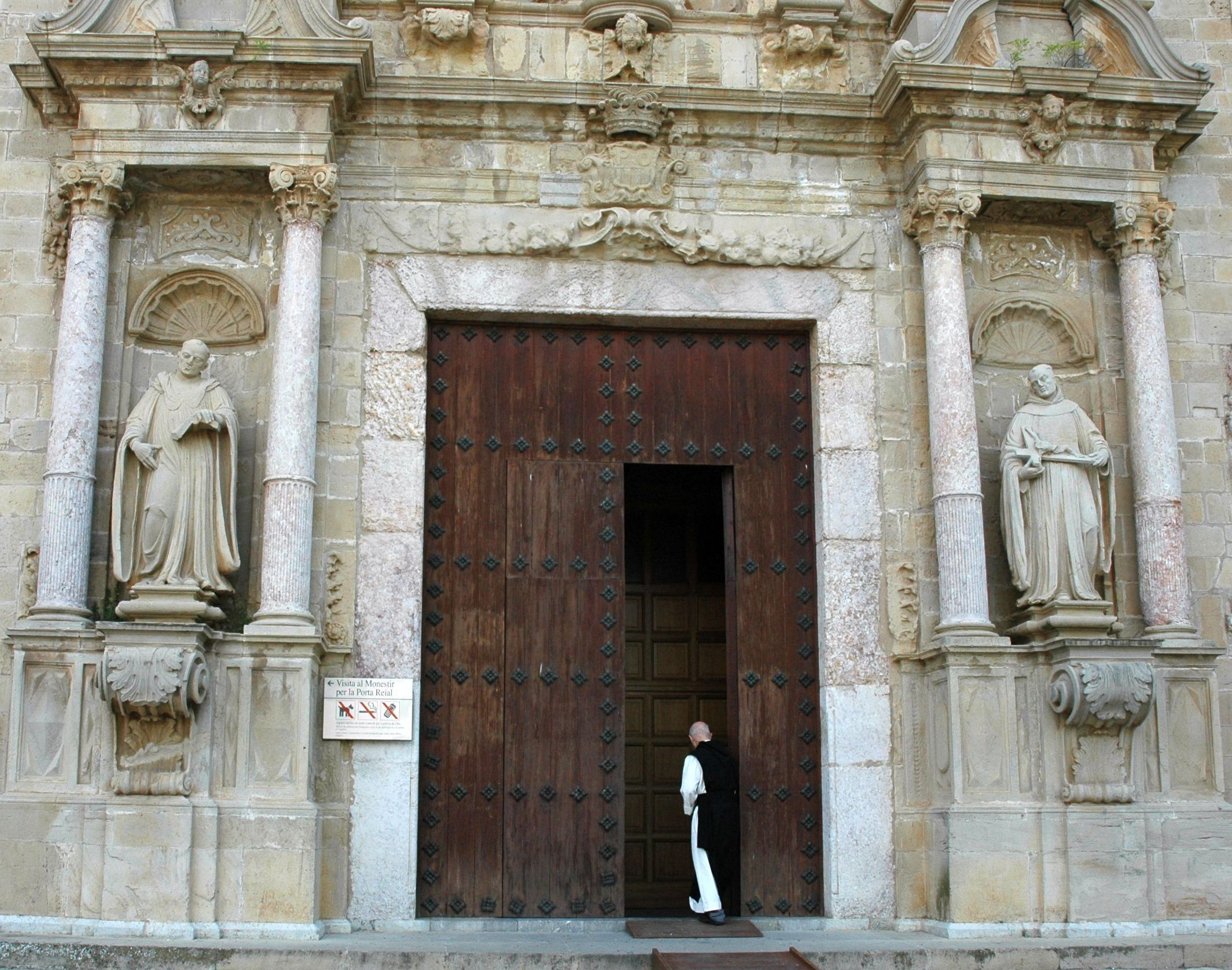
Monestir de Poblet: Entrada a l'església

L'arxiu actual del monestir de Poblet està constituït per una petita part dels antics fons del monestir. Amb la desamortització de Juan Álvarez Mendizábal (1836) l'arxiu va quedar dipositat a Tarragona, lloc d'on Eduard Toda i Güell (1855-1941), president del Patronat de Poblet, va recobrar-ne part de la documentació. Però la major part dels fons van anar a parar a l'Archivo Histórico Nacional (AHN) de Madrid, on es troben avui en dia. El fons de Poblet de l'AHN acull uns 15000 pergamins, essent un dels fons més importants de la secció Clero.
Actualment Poblet acull, dins el Palau de l'Abat, l'Arxiu Montserrat Tarradellas i Macià i una reproducció de l'Arxiu de la Casa Ducal de Medinaceli a Catalunya, a partir dels originals conservats a l'arxiu de la casa a Toledo. Darrerament també hi han estat cedits els arxius del periodista Carles Sentís i Anfruns.
L'any 2003 va sortir publicat el llibre Justícia i terra, volum dedicat a la descripció del fons documental de l'armari II de l'arxiu històric conservat al monestir de Poblet, obra de l'historiador Dr. Valentí Gual i Vilà. El mateix autor va publicar l'any 2007 el llibre Poblet, senyor feudal, dedicat a la descripció documental de l'armari III de l'esmentat arxiu.

### Arxiu parroquial

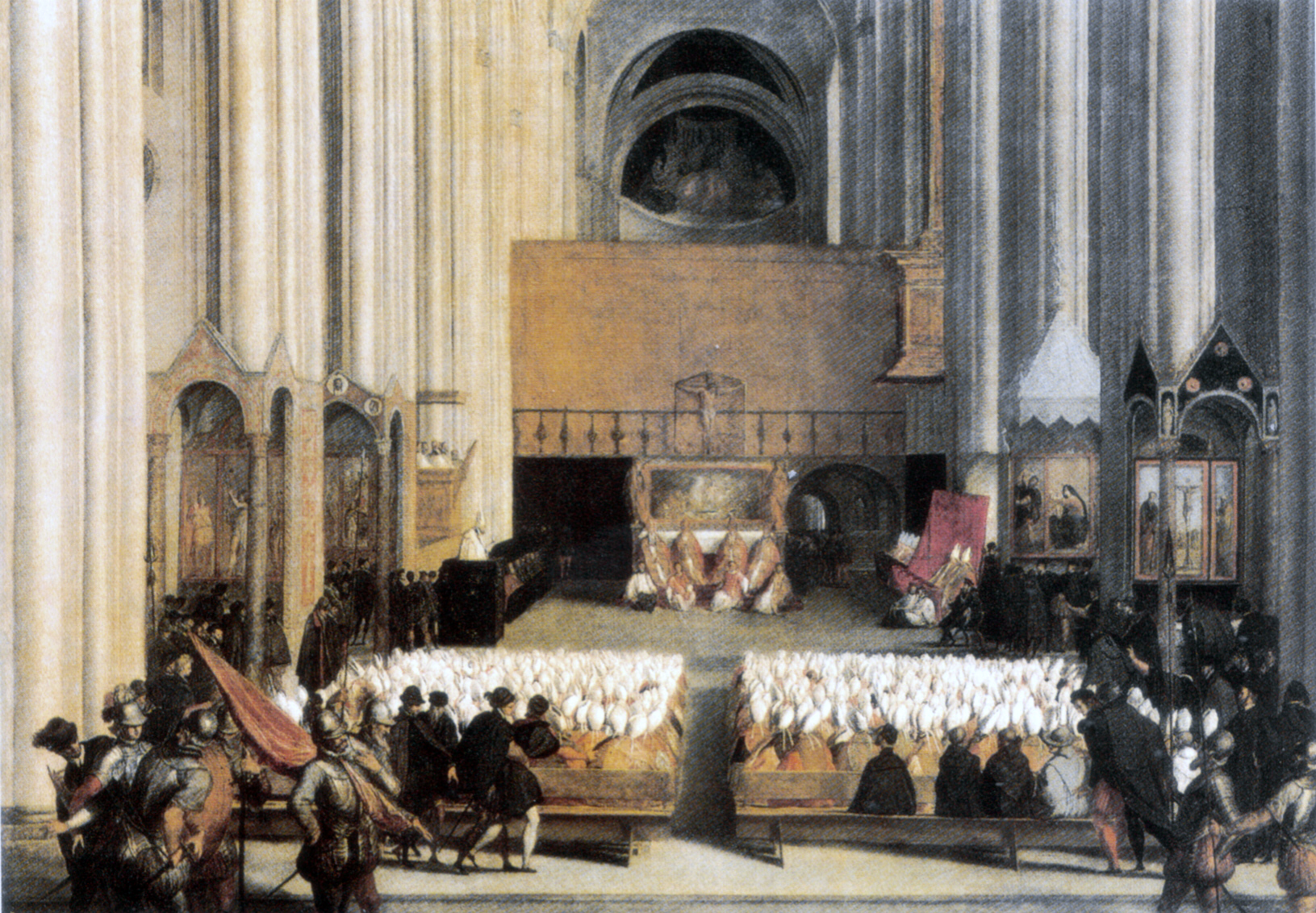
Clausura del Concili de Trento el 4 de desembre de 1563). Obra atribuïda a Paolo Farinati

Conjunt de la documentació relativa a l'administració d'una parròquia. La parròquia és la subdivisió de base d'una diòcesi, que s'aplica a diverses esglésies: l'Església Catòlica Romana, l'Església Anglicana, l'Església Ortodoxa i d'altres. La parròquia designa a la vegada una àrea geogràfica precisa, el territori de la parròquia, i el grup de persones que habiten aquest territori i constitueixen la comunitat parroquial.
L'arxiu de la parròquia comprèn fonamentalment els registres parroquials, anomenats quinque libri (llibres de baptismes, confirmacions, matrimonis, òbits i compliment pasqual), els llibres de la cura d'ànimes i de l'administració de béns, actes i documents curials i les visites pastorals. També poden conservar-hi altres llibres referents a la mateixa església (llibres de privilegis, llibres de fàbrica, etc.), a institucions parroquials, confraries, rectors i registres notarials (molts arxius parroquials també conserven nombrosa documentació notarial a causa de la potestat dels rectors a expedir documentació oficial en el mateix terme parroquial en cas de falta de notari públic) i altres.
Podem considerar que els arxius parroquials neixen de forma oficial per decret institucional en les disposicions del Concili de Trent l'any 1562, tot i que la creació d'arxius en algunes parròquies podia haver-se generat per diverses situacions particulars amb anterioritat a aquesta data. Les disposicions del Concili estipulaven com a ordre el registre de les actes sacramentals dels baptismes, matrimonis i òbits i posteriorment també de l'administració del sagrament de la confirmació. És justament la documentació generada durant segles per aquesta pràctica la que conforma la base del patrimoni documental de la parròquia.
Els arxius parroquials, els quals conformen el gruix dels arxius eclesiàstics, han sofert moltes pèrdues i trasllats de documentació. Tot això ve relacionat segurament per l'escassetat de mitjans amb la qual compten moltes parròquies. Per aquest motiu les Assemblees Plenàries de l'Episcopat Espanyol, en les seves reunions de 1973 i 1980, han recomanat la concentració dels arxius parroquials dins els arxius diocesans, seguint les directrius del Reglament d'Arxius Eclesiàstics.

### Arxiu de corporació eclesiàstica

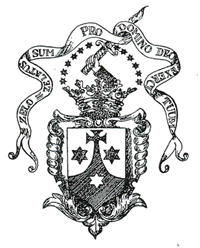
Escut de l'Orde del Carmel Descalç

Conjunt de la documentació relativa a l'administració d'una corporació eclesiàstica, és a dir, d'una associació de persones lligades entre elles per una comunitat de regles, d'obligacions, de privilegis. Com a exemples de corporació eclesiàstica tenim les confraries, les congregacions, les germandats o els ordes, ja siguin militars o religiosos.

#### Arxius d'ordes religiosos
Documentació relativa als ordes religiosos, és a dir, associació de fidels, amb vots o sense, que es reuneix sota una advocació religiosa, per a dur a terme exercicis de pietat i amb finalitats apostòliques.
- Arxiu Provincial dels Caputxins de Catalunya (Barcelona)
- Arxiu Provincial de l'Escola Pia de Catalunya (Barcelona)
- Arxiu Provincials dels Franciscans de Catalunya (Barcelona)
- Arxiu Històric de la Companyia de Jesús de Catalunya (Barcelona)
- Arxiu dels Carmelites Descalços de Catalunya i Balears (Barcelona)

Creu de l'Orde del Temple

#### Arxius d'ordes militars
Els ordes militars, institucions on es combinava els fins militars i religiosos i associades al món de les peregrinacions, van sorgir segons alguns historiadors a partir justament de les peregrinacions i croades a Terra Santa. Tot i aparèixer a Orient els ordes militars van assolir gran poder a Occident. Els seus arxius, com les seves possessions, resten escampats per arxius nacionals, arxius notarials, arxius històrics, arxius municipals, arxius parroquials, arxius capitulars, arxius diocesans i arxius papals d'arreu d'Europa i el Pròxim Orient.
- Gran Priorat de Catalunya de l'Orde de Sant Joan de Jerusalem, Arxiu de la Corona d'Aragó (Barcelona)

#### Arxius de confraries
Sovint aquests arxius s'han acabat conservant dins els arxius de les esglésies on hi mantenien el culte del patró, ja sigui església parroquial o catedral. Així doncs podem trobar els fons de confraries dins dels arxius parroquials, capitulars, diocesans, etc.
Degut al caràcter associatiu i a la similitud funcional és freqüent (actualment i en l'antigor) "confondre" les confraries amb els gremis. És per això, i també per les vicissituds sofertes pels mateixos fons, que també podem trobar arxius de confraries dins els arxius municipals.
- Confraria de Nostra Senyora dels Dolors, Arxiu Comarcal de la Noguera (Balaguer)
- Arxiconfraria de la Puríssima Sang de Nostre Senyor Jesucrist, Arxiu Parroquial de Santa Maria del Pi (Barcelona)
- Confraria de Nostra Senyora del Roser, Arxiu Parroquial de Santa Maria d'Olesa de Montserrat (Olesa de Montserrat)

## Arxius eclesiàstics a Catalunya
Els responsables dels principals arxius eclesiàstics de Catalunya, País Valencià i Illes Balears es reuneixen de forma anual des de l'any 1972. Ho fan en tant que membres de l'associació general espanyola, fundada el 1971, a la vegada que els membres de Catalunya són part també del Secretariat d'Arxivers Eclesiàstics de Catalunya creat el 1975 a l'empara de la Conferència Episcopal Tarraconense.
En les reunions s'exposa l'estat de cada arxiu, i es debaten temes de relleu en ordre a la millor conservació dels documents, a l'adequada restauració dels perjudicats, al servei d'atenció als investigadors, a les peticions amb vista a exposicions, a la competència del personal, a impulsar la confecció i edició de catàlegs, guies i diplomatari. També té la comesa d'assessorar la Conferència Episcopal Tarraconense en el camp específic de l'arxivística.
El 1980 a Catalunya es creà el Servei d'Arxius, que traçà les línies generals d'un futur Sistema d'Arxius de Catalunya. Aquest quedà constituït pel traspàs dels arxius de l'administració central -arxius històrics provincials de Tarragona i Lleida-, els arxius de l'administració autonòmica, de l'administració local i els arxius eclesiàstics i privats.